# Alfred Peterly
Alfred Peterly (17 dicembre 1890 – 15 luglio 1957) è stato un calciatore svizzero, di ruolo difensore.

## Carriera
Dopo aver giocato in Svizzera con l'FC Brühl di San Gallo e con La-Chaux-de-Fonds, nella stagione 1914-15 raggiunge il ben più famoso fratello Ernest (Peterly I) all'Inter. Con i nerazzurri gioca una sola stagione, per poi tornare in Svizzera allo scoppio della Prima Guerra Mondiale.

## Statistiche

### Presenze e reti nei club
| Stagione     | Club         | Campionato   | Campionato | Campionato | Totale | Totale |
| Stagione     | Club         | Comp         | Pres       | Reti       | Pres   | Reti   |
| ------------ | ------------ | ------------ | ---------- | ---------- | ------ | ------ |
| 1914-1915    | Inter        | PC           | 7          | 0          | 7      | 0      |
| Totale Inter | Totale Inter | Totale Inter | 7          | 0          | 7      | 0      |